# Seiji Oko
Seiji Oko (né le 15 février 1948) est un joueur de volley-ball japonais.

## Biographie
Seiji Oko remporte avec l'équipe du Japon de volley-ball la médaille d'argent olympique aux Jeux olympiques d'été de 1968 se déroulant à Mexico. Quatre ans plus tard, les Japonais sont sacrés champions olympiques aux Jeux de Munich.

## Palmarès

### Jeux olympiques
- Jeux olympiques de 1968 à Mexico,  Mexique
  -  Médaille d'argent.
- Jeux olympiques de 1972 à Munich,  Allemagne
  -  Médaille d'or.